# Соња Џејасилан
Соња Џејасилан (енгл. Sonya Jeyaseelan; Њу Вестминстер, 24. април 1976) је бивша канадска професионална тенисерка.

## Биографија
Рођена је 24. априла 1976. у Њу Вестминстеру. Индијског тамилског је порекла.
Највиши ранг Женске тениске асоцијације у синглу јој је 48, постигнут у децембру 2000. године, а највиши светски пласман у дублу 40, постигнут 16. октобра 2000.
Представљала је Канаду у Били Џин Кинг купу са скором победа и пораза 29–7. На Летњим олимпијским играма 2000. је заузела седамнаесто место у дублу и тридесет и треће у синглу.

## Финала Женске тениске асоцијације

### Сингл: 1
| \| Врста \| \| ---------------------- \| \| Гренд слем (0–0) \| \| Ниво I (0–0) \| \| Ниво II (0–0) \| \| Ниво III, IV и V (0–1) \| |
| Врста |
| Гренд слем (0–0) |
| Ниво I (0–0) |
| Ниво II (0–0) |
| Ниво III, IV и V (0–1) |

| Резултат       | Датум         | Такмичење      | Ниво    | Противник    | Скор     |
| -------------- | ------------- | -------------- | ------- | ------------ | -------- |
| Другопласирани | Фебруар 1998. | Куп Колсанитас | Ниво IV | Паола Суарез | 3–6, 4–6 |

### Дубл: 3
| \| Врста \| \| ---------------------- \| \| Гренд слем (0–0) \| \| Ниво I (0–0) \| \| Ниво II (0–0) \| \| Ниво III, IV и V (2–1) \| |
| Врста |
| Гренд слем (0–0) |
| Ниво I (0–0) |
| Ниво II (0–0) |
| Ниво III, IV и V (2–1) |

| Резултат       | Датум     | Такмичење                          | Ниво     | Партнер          | Противници                                                     | Скор          |
| -------------- | --------- | ---------------------------------- | -------- | ---------------- | -------------------------------------------------------------- | ------------- |
| Другопласирани | Јул 1999. | Отворено првенство Палерма         | Ниво IV  | Аса Карлсон      | Тина Крижан Катарина Среботник                                 | 6–4, 3–6, 0–6 |
| Победник       | Мај 2000. | Интернационални турнир у Стразбуру | Ниво III | Флоренсија Лабат | Ким Грант Марија Венто Кабчи                                   | 6–4, 6–3      |
| Победник       | Мај 2003. | Интернационални турнир у Стразбуру | Ниво III | Маја Матевжич    | Лора Гранвил [[Јелена Костанић Тошић\| Јелена Костанић Тошић]] | 6–4, 6–4      |

## Финала Међународне тениске федерације
| Врста           |
| --------------- |
| $50,000 турнири |
| $25,000 турнири |
| $10,000 турнири |

### Сингл: 5 (3–2)
| Резултат       | Број | Датум               | Место         | Противник            | Скор          |
| -------------- | ---- | ------------------- | ------------- | -------------------- | ------------- |
| Победник       | 1.   | 12. септембар 1994. | Ванкувер      | Џенет Ли             | 6–2, 6–4      |
| Победник       | 2.   | 22. октобар 1995.   | Халандејл Бич | Кристина Неуман      | 6–2, 4–6, 6–4 |
| Победник       | 3.   | 9. март 1997.       | Рокфорд       | Сиобан Дрејк Брокман | 7–6, 6–3      |
| Другопласирани | 4.   | 27. јул 1997.       | Пичтри Сити   | Марија Венто Кабчи   | 4–6, 0–6      |
| Другопласирани | 5.   | 14. јануар 2003.    | Бока Ратон    | Марија Кириленко     | 3–6, 0–6      |

### Дубл: 5 (3–2)
| Резултат       | Број | Датум             | Место          | Партнер       | Противници                    | Скор          |
| -------------- | ---- | ----------------- | -------------- | ------------- | ----------------------------- | ------------- |
| Победник       | 1.   | 28. јул 1996.     | Фејетвил       | Рене Симпсон  | Џејн Чи Кели Пејс Вилсон      | 3–6, 6–4, 6–2 |
| Победник       | 2.   | 27. јул 1997.     | Пичтри Сити    | Каору Шибата  | Џули Пулин Аманда Вејнрајт    | 6–4, 6–1      |
| Другопласирани | 3.   | 21. фебруар 1999. | Мидланд        | Керстин Фраје | Лизел Хубер Саманта Смит      | 6–7, 6–0, 5–7 |
| Другопласирани | 4.   | 1. август 1999.   | Солт Лејк Сити | Анабел Елвуд  | Рејчел Маквилан Лиса Макши    | 3–6, 6–4, 3–6 |
| Победник       | 5.   | 14. јануар 2003.  | Бока Ратон     | Сандра Качић  | Шенај Пери Лодмила Анатољевна | 7–5, 6–2      |